# Municipio de Liberty (condado de Dubuque)
El municipio de Liberty (en inglés: Liberty Township) es un municipio ubicado en el condado de Dubuque en el estado estadounidense de Iowa. En el año 2010 tenía una población de 610 habitantes y una densidad poblacional de 6,48 personas por km².

## Geografía
El municipio de Liberty se encuentra ubicado en las coordenadas 42°36′9″N 91°4′28″O / 42.60250, -91.07444. Según la Oficina del Censo de los Estados Unidos, el municipio tiene una superficie total de 94.18 km², de la cual 94,18 km² corresponden a tierra firme y (0 %) 0 km² es agua.

## Demografía
Según el censo de 2010, había 610 personas residiendo en el municipio de Liberty. La densidad de población era de 6,48 hab./km². De los 610 habitantes, el municipio de Liberty estaba compuesto por el 99,84 % blancos, el 0,16 % eran de otras razas. Del total de la población el 0,82 % eran hispanos o latinos de cualquier raza.